# Marcus Madsen
Marcus Madsen (Malmö, 17 de agosto de 1994) es un deportista sueco que compite en tiro, en la modalidad de rifle. Ganó una medalla de bronce en el Campeonato Europeo de Tiro en 10 m de 2024, en la prueba de rifle 10 m mixto.

## Palmarés internacional
| Campeonato Europeo | Campeonato Europeo | Campeonato Europeo | Campeonato Europeo |
| Año                | Lugar              | Medalla            | Prueba             |
| ------------------ | ------------------ | ------------------ | ------------------ |
| 2024               | Győr (Hungría)     | Medalla de bronce  | Rifle 10 m mixto   |